# Crocidura bottegi
Crocidura bottegi es una especie de musaraña (mamífero placentario de la familia de los sorícidos).

## Distribución geográfica
Se encuentra en Etiopía y en Marsabit (en el norte de Kenia).